# Coregonus zenithicus
Coregonus zenithicus är en fiskart som först beskrevs av Jordan och Evermann, 1909.  Coregonus zenithicus ingår i släktet Coregonus och familjen laxfiskar. IUCN kategoriserar arten globalt som sårbar. Inga underarter finns listade i Catalogue of Life.